# Chicago Motor Buggy Company
Chicago Motor Buggy Company war ein US-amerikanischer Hersteller von Automobilen.

## Unternehmensgeschichte
Das Unternehmen aus Chicago in Illinois stellte 1908 einige Automobile her. Der Markenname lautete Chicago Motor Buggy. Der Absatz blieb gering. Es gab keine Verbindung zur Black Manufacturing Company, die einem ihrer Fahrzeuge den Modellnamen Chicago Motor Buggy gab.

## Fahrzeuge
Das einzige Modell war ein Highwheeler. Mit den großen Rädern war er für die damaligen schlechten Straßen gut geeignet. Ein luftgekühlter Zweizylindermotor mit 15 PS Leistung trieb die Hinterachse an. Auffallend waren die Vollgummireifen. Der Neupreis lag im Bereich zwischen 550 und 750 US-Dollar. Damit waren die Fahrzeuge wesentlich teurer als die vergleichbaren Modelle von Black, die zwischen 375 und 475 Dollar kosteten.